# New Shirayuri
Die New Shirayuri war ein 1987 in Dienst gestelltes Fährschiff der japanischen Reederei Shin Nihonkai Ferry. Sie wurde bis 2002 hauptsächlich auf der Strecke von Otaru nach Niigata und von 2005 bis 2009 als Utopia 2 zwischen Shimonoseki, Shanghai und Qingdao sowie nach Suzhou eingesetzt. Nach fast sieben Jahren Liegezeit ging das Schiff 2016 zum Abbruch ins indische Alang.

## Geschichte
Die New Shirayuri entstand unter der Baunummer 2948 in der Werft von Ishikawajima-Harima Heavy Industries in Aioi und lief am 5. Februar 1987 vom Stapel. Nach der Übergabe an Shin Nihonkai Ferry am 20. April 1987 nahm das Schiff im selben Monat den Fährdienst zwischen Otaru und Niigata auf. Es ergänzte hierbei die baugleiche, im Monat zuvor in Dienst gestellte New Hamanasu.
Die New Shirayuri stand in den folgenden 18 Jahren vorwiegend zwischen Otaru und Niigata im Dienst, befuhr aber seit 1999 auch die Strecke von Tomakomai über Akita nach Niigata und Tsuruga. 2002 wurde das Schiff ausgemustert und anschließend aufgelegt.
Im Juni 2005 ging die Fähre als Utopia 2 in den Besitz der Utopia Lines mit Sitz in Panama über und stand fortan zwischen Shimonoseki, Shanghai und Qingdao im Einsatz. Seit 2006 lief das Schiff zudem auch den Hafen von Suzhou an. Am 7. Oktober 2009 wurde die Utopia 2 ausgemustert und aufgelegt. In den folgenden Jahren lag das Schiff unter anderem in Aioi, kam aber nicht wieder zum Einsatz. Stattdessen ging die Utopia 2 im Mai 2016 zum Abbruch ins indische Alang, wo sie am 3. Juli 2016 unter dem Überführungsnamen Top eintraf.